# Kombinacja norweska na Mistrzostwach Świata w Narciarstwie Klasycznym 2005
Zawody w kombinacji norweskiej na XXXII Mistrzostwach świata w narciarstwie klasycznym odbyły się w dniach 18 - 27 lutego 2005 w niemieckim Oberstdorfie.
W sprincie na 7,5 km wygrał Niemiec Ronny Ackermann, srebro zdobył Norweg Magnus Moan, a brąz Norweg Kristian Hammer. Na dystansie 15 km rozgrywanych metodą Gundersena wygrał natomiast Ronny Ackermann z niewielką przewagą nad drugim Björnem Kircheisenem. Trzecie miejsce zajął Austriak Felix Gottwald. W rywalizacji drużynowej złoto zdobyła Norwegia. Walka o drugie miejsce toczyła się do samej mety. Ostatecznie srebro zdobyła drużyna z Niemiec z przewagą 0,3 s nad Austrią.

## Wyniki

### Sprint HS 137/7,5 km
- Data 27 lutego 2005

| Medal | Zawodnik         | Narodowość | Wynik   |
| ----- | ---------------- | ---------- | ------- |
|       | Ronny Ackermann  | Niemcy     | 20:15,6 |
|       | Magnus Moan      | Norwegia   | 20:26,7 |
|       | Kristian Hammer  | Norwegia   | 20:53,3 |
| 4     | Björn Kircheisen | Niemcy     | 20:58,6 |
| 5     | Michael Gruber   | Austria    | 21:04,6 |
| 6     | Anssi Koivuranta | Finlandia  | 21:13,4 |
| 7     | Georg Hettich    | Niemcy     | 21:21,1 |
| 8     | Hannu Manninen   | Finlandia  | 21:27,2 |
| 9     | Petter Tande     | Norwegia   | 21:28,1 |
| 10    | Daito Takahashi  | Japonia    | 21:28,6 |

### Gundersen HS 100/15 km
- Data 18 lutego 2005

| Medal | Zawodnik         | Narodowość | Wynik   |
| ----- | ---------------- | ---------- | ------- |
|       | Ronny Ackermann  | Niemcy     | 38:56,2 |
|       | Björn Kircheisen | Niemcy     | 38:57,6 |
|       | Felix Gottwald   | Austria    | 38:59,4 |
| 4     | Magnus Moan      | Norwegia   | 39:00,2 |
| 5     | Antti Kuisma     | Finlandia  | 39:00,2 |
| 6     | Michael Gruber   | Austria    | 39:13,9 |
| 7     | Petter Tande     | Norwegia   | 39:44,1 |
| 8     | Jaakko Tallus    | Finlandia  | 39:44,6 |
| 9     | Hannu Manninen   | Finlandia  | 39:49,0 |
| 10    | Ladislav Rygl    | Czechy     | 39:49,9 |

### Sztafeta 4 x 5 km
- Data 23 lutego 2005

| Medal | Zawodnik                                                         | Narodowość        | Wynik   |
| ----- | ---------------------------------------------------------------- | ----------------- | ------- |
|       | Petter Tande Håvard Klemetsen Magnus Moan Kristian Hammer        | Norwegia          | 49:45,5 |
|       | Sebastian Haseney Georg Hettich Björn Kircheisen Ronny Ackermann | Niemcy            | 49:52,6 |
|       | Michael Gruber Christoph Bieler David Kreiner Felix Gottwald     | Austria           | 49:52,9 |
| 4     | Antti Kuisma Jaakko Tallus Jouni Kaitainen Hannu Manninen        | Finlandia         | 50:55,0 |
| 5     | Bill Demong Carl van Loan Johnny Spillane Todd Lodwick           | Stany Zjednoczone | 51:15,4 |
| 6     | Andreas Hurschler Ronny Heer Jan Schmid Ivan Rieder              | Szwajcaria        | 52:29,5 |
| 7     | Nicolas Bal Jason Lamy Chappuis Ludovic Roux Kevin Arnould       | Francja           | 52:58,4 |
| 8     | Pavel Churavý Tomáš Slavík Aleš Vodseďálek Ladislav Rygl         | Czechy            | 53:42,0 |

## Klasyfikacja medalowa
| Miejsce | Państwo  |   |   |   | Razem |
| ------- | -------- | - | - | - | ----- |
| 1.      | Niemcy   | 2 | 2 | 0 | 4     |
| 2.      | Norwegia | 1 | 1 | 1 | 3     |
| 3.      | Austria  | 0 | 0 | 2 | 2     |